# Capucho
Capucho, właśc. Nuno Fernando Gonçalves da Rocha (ur. 21 stycznia 1972 w Barcelons) – portugalski piłkarz występujący najczęściej na pozycji prawego pomocnika.

## Kariera klubowa
Nuno Capucho zawodową karierę rozpoczynał w 1990 roku w zespole Gil Vicente. Grał w nim przez dwa sezony, w trakcie których drużyna występowała w rozgrywkach drugiej ligi portugalskiej. Capucho rozegrał dla Gil Vicente 50 ligowych spotkań i strzelił trzy bramki, wszystkie w sezonie 1991/1992.
Latem 1992 roku Portugalczyk przeniósł się do jednego z najbardziej utytułowanych klubów w kraju – Sportingu. W sezonie 1993/1994 z sześcioma bramkami na koncie Capucho został z najskuteczniejszych zawodników w zespole. Razem ze Sportingiem piłkarz w 1995 roku zdobył Puchar Portugalii oraz Superpuchar Portugalii. Po zakończeniu rozgrywek Capucho został sprzedany do Vitórii Guimarães, w barwach której występował przez dwa sezony. Był podstawowym zawodnikiem Vitórii – rozegrał 65 meczów w lidze i zdobył w nich 15 bramek.
Sezon 1997/1998 Capucho rozpoczął jako zawodnik FC Porto. W nowym klubie wywalczył sobie miejsce w podstawowej jedenastce i w debiutanckim sezonie wystąpił w 32 pojedynkach pierwszej ligi. Razem z Porto sięgnął po tytuł mistrza Portugalii, sukces ten powtórzył również w sezonie 1998/1999, a trzeci tytuł mistrzowski wywalczył w sezonie 2002/2003. Oprócz tego portugalski pomocnik razem z Porto cztery razy zdobył Puchar Portugalii oraz Superpuchar Portugalii. Łącznie dla zespołu „Smoków” rozegrał 188 spotkań w rozgrywkach pierwszej ligi portugalskiej i zdobył 32 gole.
Latem 2003 roku Capucho opuścił Portugalię i przeniósł się do występującego w Scottish Premier League Rangers. W sezonie 2003/2004 w 22 ligowych występach strzelił 5 bramek i zdobył wicemistrzostwo Szkocji. Po zakończeniu rozgrywek Portugalczyk odszedł do Celty Vigo, z którą zajął drugie miejsce w Segunda División i awansował do Primera División. Capucho wystąpił w 19 ligowych spotkaniach Celty, po czym zakończył piłkarską karierę.

## Kariera reprezentacyjna
W reprezentacji Portugalii Capucho zadebiutował w 1996 roku. W tym roku wystąpił na Igrzyskach Olimpijskich w Atlancie, na których Portugalia zajęła czwarte miejsce przegrywając w meczu o brązowy medal 0:5 z Brazylią. W 2000 roku Nuno wystąpił na mistrzostwach Europy, na których podopieczni Humberto Coelho w półfinałowym spotkaniu przegrali po dogrywce 1:2 z późniejszymi triumfatorami całego turnieju – Francuzami. W 2002 roku Capucho znalazł się w kadrze drużyny narodowej na mistrzostwa świata, jednak na mundialu Portugalczycy nie zdołali przebrnąć przez rundę grupową. Na mistrzostwach Capucho wystąpił tylko w meczu z Polską, w których rozegrał 21 minut. Łącznie dla drużyny narodowej Capucho zanotował 35 występów. Wcześniej występował w reprezentacji do lat 20, z którą zdobył Mistrzostwo Świata 1991.